# هيروشي كومياما
هيروشي كومياما (باليابانية: 小宮山宏؛ بالكانا: こみやま ひろし) هو مهندس ومدرس وعالم ياباني، ولد في 15 ديسمبر 1944 في طوكيو في اليابان.